# Nový Zéland na Letních olympijských hrách 1972
Nový Zéland se účastnil Letní olympiády 1972 v německém Mnichově. Zastupovalo ho 89 sportovců (82 mužů a 7 žen) ve 14 sportech.

## Medailisté
| Medaile | Jméno | Sport     | Soutěž                       |
| ------- | --- | --------- | ---------------------------- |
| Zlato   | Trevor Coker Simon Dickie Athol Earl John Hunter Tony Hurt Dick Joyce Gary Robertson Wybo Veldman Lew Wilson | Veslování | muži osmiveslice             |
| Stříbro | Ross Collinge Noel Mills Dudley Storey Dick Tonks                                                            | Veslování | muži čtyřka bez kormidelníka |
| Bronz   | Rod Dixon | Atletika  | Muži běh na 1500 m           |